# Mounir Chaftar

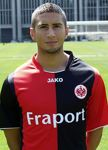
Mounir Chaftar

Mounir Chaftar (Frankfurt am Main, 29 januari 1986) is een Duits voetballer die bij voorkeur als verdediger speelt. Hij verruilde in januari 2014 VfL Bochum voor 1. FC Saarbrücken.

## Carrière
- 1995-2000: Eintracht Frankfurt (jeugd)
- 2000-2002: Kickers Offenbach (jeugd)
- 2002-2005: Eintracht Frankfurt(jeugd)
- 2005-2008: Eintracht Frankfurt
- 2008: MSV Duisburg
- 2009-2010: Offenbacher Kickers
- 2010-2011: Eintracht Frankfurt II
- 2011-2012: SV Wacker Burghausen
- 2012-2014: VfL Bochum
- 2014- : 1. FC Saarbrücken

1 Riemann ·
2 Gamboa ·
3 Soares ·
4 Mašović ·
5 Bernardo ·
6 Osterhage ·
7 Stöger ·
8 Losilla  ·
9 Paciência ·
10 Förster ·
11 Asano ·
13 Daschner ·
14 Oermann ·
15 Passlack ·
18 Osei-Tutu ·
19 Bero ·
20 Ordets ·
21 Esser ·
22 Antwi-Adjei ·
23 Thiede ·
24 Pannewig ·
25 Tolba ·
27 Kwarteng ·
29 Broschinski ·
30 Römling ·
31 Schlotterbeck ·
32 Wittek ·
33 Hofmann ·
39 Mousset ·
41 Loosli ·
Coach: Letsch
· Assistent-coach: Fießer